# Hybomitra mimapis
Hybomitra mimapis är en tvåvingeart som beskrevs av Wang 1981. Hybomitra mimapis ingår i släktet Hybomitra och familjen bromsar. Inga underarter finns listade i Catalogue of Life.